# ین کره

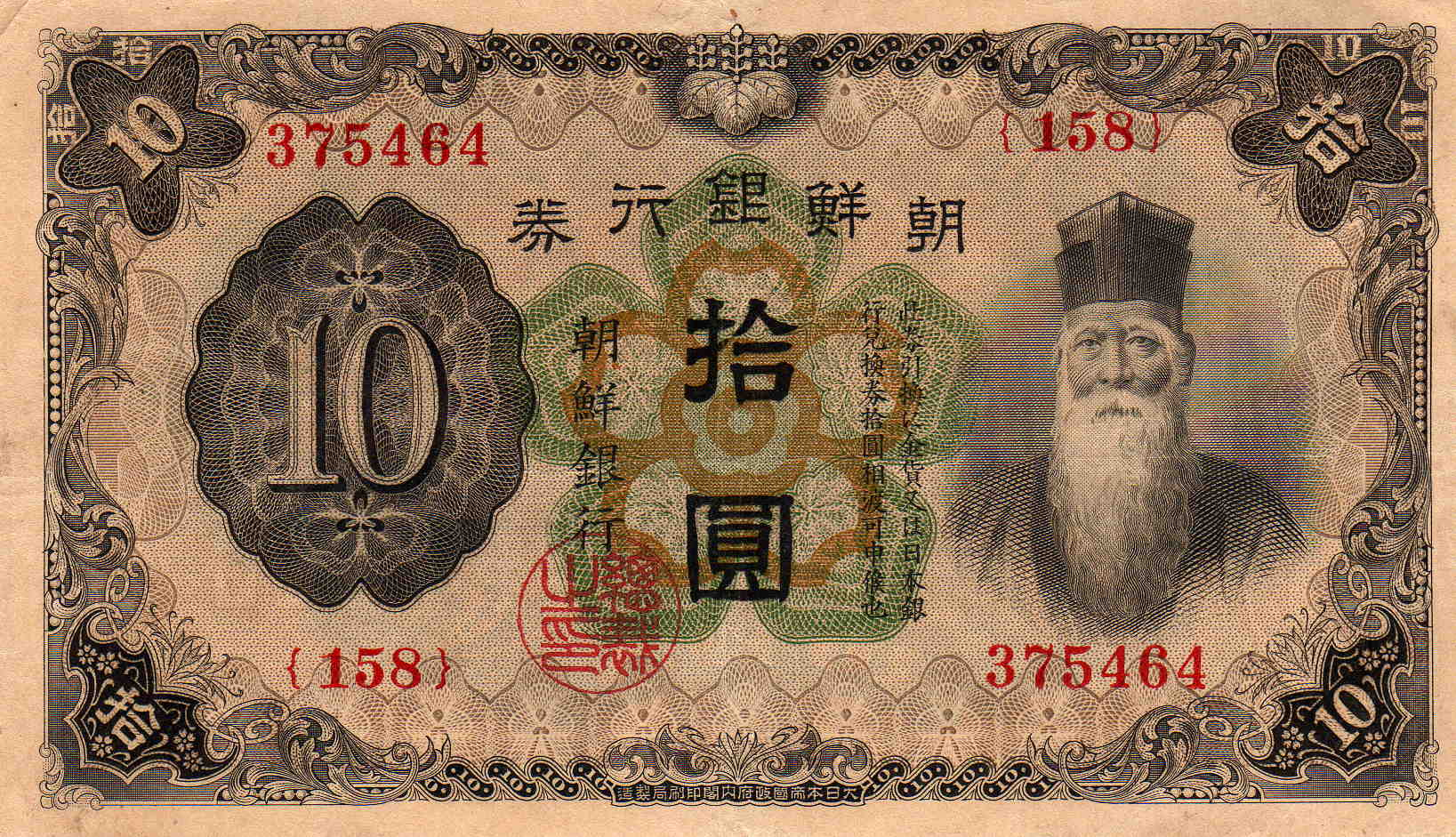

یِن کُره ارز کشور کُره از زمان استعمار این کشور توسط ژاپن، در سال ۱۹۱۰ تا زمان استقلال در سال ۱۹۴۵ بود. این ارز معادل ین ژاپن بود و شامل ین ژاپن و اسکناس دیگری بود که به طور خاص برای کره صادر می‌شده‌است. ین کره‌ای به ۱۰۰ سن تقسیم می‌شد. بعد از استقلال وون کره جایگزین آن شد. پس از مدتی وون کره جنوبی و وون کره شمالی نیز جایگزین وون کره شد.